# Bundesstraße 406
Pour les articles homonymes, voir Route 406.
La Bundesstraße 406 est une Bundesstraße du Land de Sarre.

## Géographie
La B 406 relie la frontière entre Remich dans le Luxembourg et Perl-Nennig dans la Sarre et la frontière entre Sarrebruck-Güdingen dans la Sarre et Sarreguemines en France. Elle circulait autrefois entre Merzig et la frontière française sur la rive gauche de la Sarre, mais aujourd'hui elle est remplacée par les autoroutes A 8 et A 620 parallèles sur la même rive.
La B 406 commence sur le pont de la Moselle entre Remich et Perl-Nennig et croise la B 419 après environ 200 mètres, puis elle va dans la vallée de la Moselle et traverse le village de Perl-Sinz. Quelques kilomètres plus loin, il bifurque à l'intersection de la Potsdamer Platz en direction de Perl. Avant Perl, elle atteint enfin l'A 8. La Bundesstraße s'arrête alors et est remplacée par cette autoroute. L'autoroute est prolongée à l'échangeur de Sarrelouis avec l'A 620.
À la sortie de Sarrebruck-Schönbach, la B 406 est à nouveau indépendante et passe en France par l'ancienne succursale allemande de Peugeot et Güdingen. La RN 61 relie à la frontière.

## Source
- (de) Cet article est partiellement ou en totalité issu de l’article de Wikipédia en allemand intitulé « Bundesstraße 406 » (voir la liste des auteurs).